# ImperiumAO
ImperiumAO, també abreujat Iao, és un videojoc de rol en línia multijugador massiu disponible per als sistemes operatius Windows. Va ser desenvolupat l'any 2004 a partir del videojoc Argentum Online, del qual inicialment posseïa molts elements, però, des de la versió 1.3 de ImperiumAO, el motor gràfic i la plataforma del servidor no són les mateixes que en Argentum Online.
L'acció es desenvolupa en un món de ficció virtual on s'adopta el paper d'un personatge determinat que interacciona amb altres personatges, ja siguin jugadors online o personatges no jugadors (o NPC, com s'anomenen habitualment al joc). Totes les interaccions es desenvolupen en un ambient fantàstic com en un joc de rol.